# Gombolkham Ariunbayar
Gombolkham Ariunbayar (1º aprile 1985) è un calciatore mongolo, attaccante dell'Ordiin-Od.

## Carriera

### Club
Nel 2003 gioca al Khangarid. Nel 2004 passa all'Ordiin-Od.

### Nazionale
Ha esordito nel 2003 con la nazionale mongola.